# Oxalis novemfoliolata
Oxalis novemfoliolata är en harsyreväxtart som beskrevs av Heibl & Martic.. Oxalis novemfoliolata ingår i släktet oxalisar, och familjen harsyreväxter. Inga underarter finns listade i Catalogue of Life.